# Diséléniure d'uranium
Le diséléniure d'uranium est un composé chimique de formule USe2. Il se présente sous la forme d'un solide noir cristallisé sous les polymorphes α, β et γ : la forme α appartient au système tétragonal, la forme β au système orthorhombique avec le groupe d'espace Pnma (no 62) et comme paramètres cristallins a = 745,52 pm, b = 423,20 pm et c = 896,4 pm, et la forme γ au système hexagonal. Il existe d'autres séléniures d'uranium, tels que USe3, U3Se5, U2Se3, U3Se4 et USe, ainsi qu'un oxyséléniure UOSe.
Il peut être obtenu en faisant réagir de l'USe3 avec de l'hydrogène à 700 °C :
USe3 + H2 ⟶ USe2 + H2Se.
Le diséléniure d'uranium β et γ peuvent être obtenus par thermolyse de USe3 dans un vide poussé, ce qui donne la forme β à 760 °C et la forme γ à 575 °C :
USe3 ⟶ USe2 + Se.
Il est ferromagnétique en dessous de 14 K. La substitution du sélénium par du tellure allonge le paramètre cristallin et élève la température de Curie du matériau.